# Bernardo (vescovo di Firenze)
Bernardo (... – post 1189) è stato un vescovo cattolico italiano, vescovo di Firenze dal 1181. Fu successore di Giulio.

## Biografia
In precedenza fu priore della basilica di San Lorenzo almeno dal 1176, perché il 28 novembre di quell'anno papa Alessandro III gli indirizzò una bolla con la quale assunse la sua chiesa sotto la protezione apostolica e le confermò tutti i possessi.
Divenuto vescovo, a lui è indirizzata una bolla di papa Lucio III datata 29 dicembre 1182 con la quale si confermava l'appartenenza alla diocesi di Firenze della pieve di Poggibonsi.
Un altro accordo da lui siglato fu quello tra i monaci di Santa Trinita e i parrocchiani di Santa Maria degli Ughi (dove oggi si trova Piazza Strozzi), circa i confini parrocchiali.
Nel 1187 ci è stata tramandata la sua presenza alla consacrazione della chiesa di San Donato a Torri, fatta da Gherardo, arcivescovo di Ravenna.
Il suo episcopato durò fino al 1189, a lui successe Pietro, ma secondo alcune fonti esistette anche un vescovo di nome Pagano tra il 1187 e il 1190, in contrasto con quanto riportato dalle fonti principali, per cui l'esistenza di questa figura rimane tuttora incerta.